# Деколь

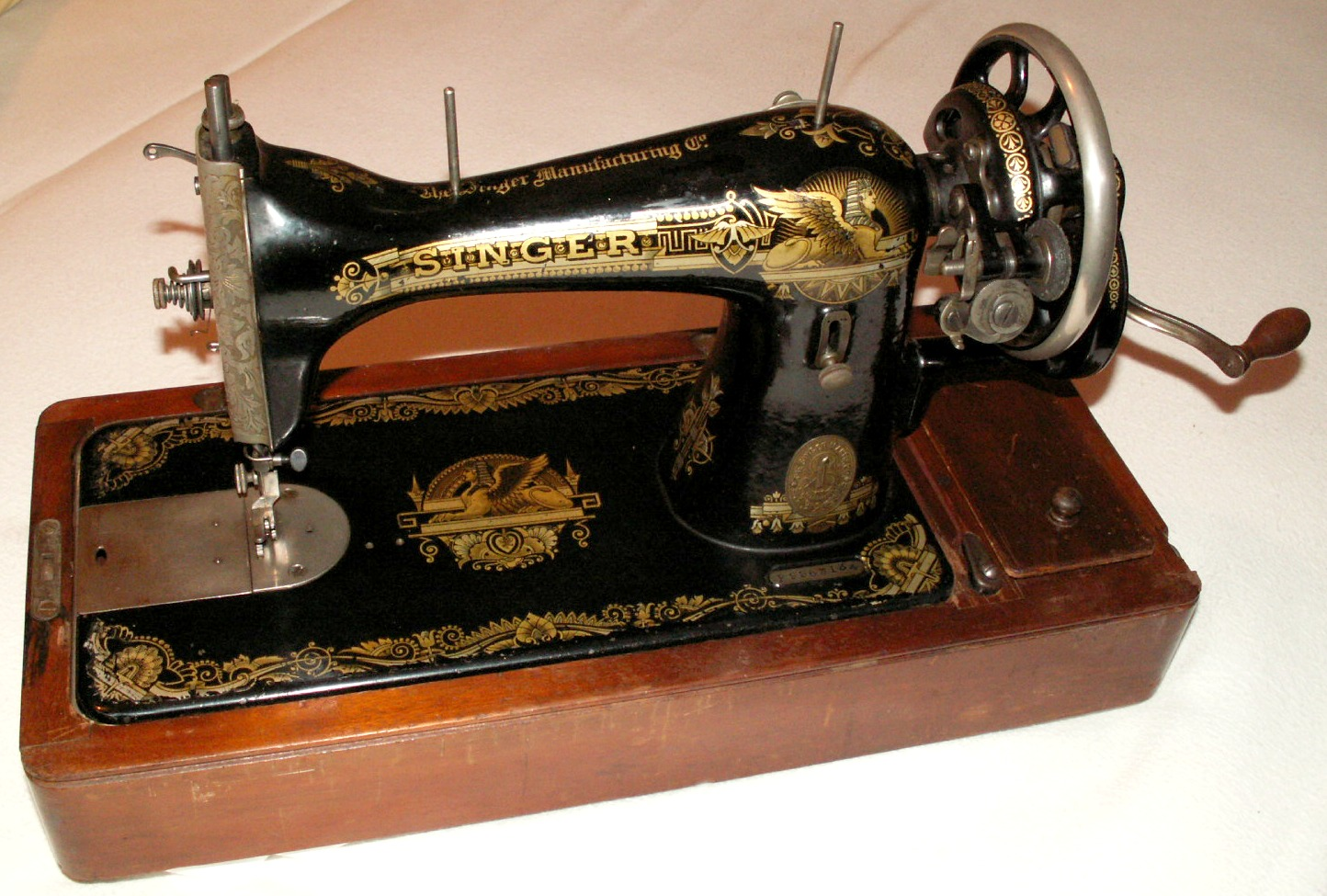
Швейна машина Singer прикрашена розкішними деколями, 1920 р.

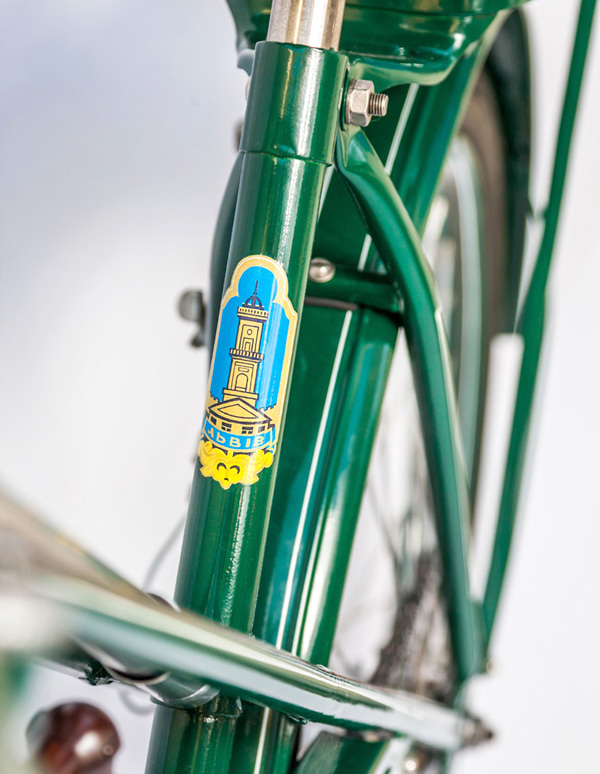
Деколь на рамі мотовелосипеда

Деколь (англ. Decal)  – технологія перенесення зображення виконаного на спеціальному папері, на будь-які інші предмети. Вживається також слово декаль. Деколь має незначну  (в межах 20-40 мікрометрів) товщину, з паперу носія переноситься лише шар фарби, чим суттєво відрізняється від наклейок де зображення надруковане на клейкій  плівці, що має відносно значну товщину.

## Технологія виготовлення та використання
Зображення класичної деколі друкується на папері покритому шаром гуміарабікового лаку. Техніка друку може бути багатошаровою шовкографічною, офсетною, лазерною.
Після розмокання паперу в воді, з нього стягується лише  сам шар фарби із залишком клейкого лаку, який наклеюють на потрібну поверхню.
Існує також суха деколь, де зображення знімається без зволоження основи, використовується для промислового нанесення верстатом.
За призначенням деколі  бувають промислові та побутові для розваг, хобі тощо.
Деколі використовують при виробництві порцелянового, фаянсового та скляного посуду. Малюнок виготовляється із особливих порцелянових фарб, після перенесення на посуд та в процесі випалення упікається в поверхневий шар, утворюючи тверду однорідну масу з необмеженим терміном придатності.
В побуті давно відомі дитячі перекладні картинки. Також дуже популярні та незамінні деколі є в моделізмі. При виготовленні мініатюрних масштабних моделей різної техніки всі написи та розпізнавальні знаки наносяться мокрими деколями.
В наш час існує спеціальний папір для мокрих деколей на якому можна друкувати будь-який малюнок за допомогою звичайного лазерного принтера.
Папір виробляється з білим та прозорим базовим шаром.

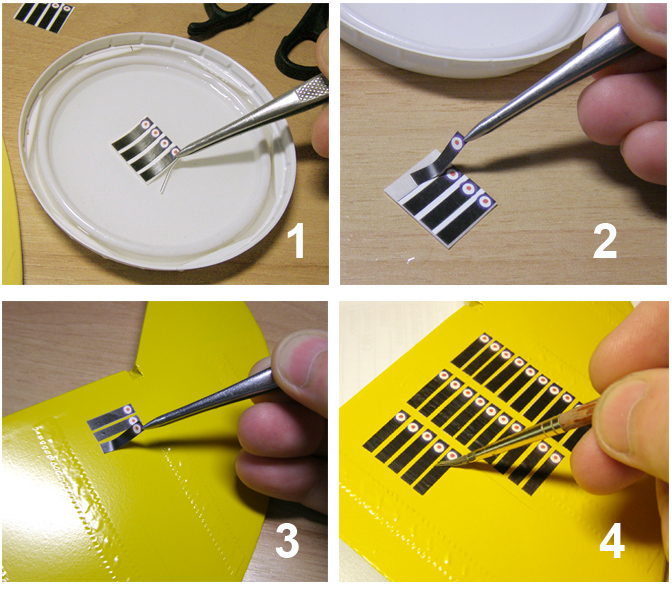
Приклад нанесення деколі на модель:
1- Розмочити у воді (прибл. 1 хв.)
2- Зняти шар із зображенням
3- Помістити на модель
4- Пригладити пензлем (видалити воду)

## Історія виникнення
В 1780 році в Німеччині для виготовлення порцелянового посуду виготовляли перекладні зображення які друкувались літографічним способом. Слово деколь походить від французького «décalcomanie», англ. «decalcomania», що означає «перенесення».
На початку XIX століття з розвитком поліграфії деколі стали якісними та повнокольоровими. Центрами виробництва в Європі були фабрики в Лейпцигу, Нюрнберзі. Деколі використовували у промисловому виробництві посуду, для декорування швейних машин, велосипедів, мотоциклів та інш.